# Enterprise Earth

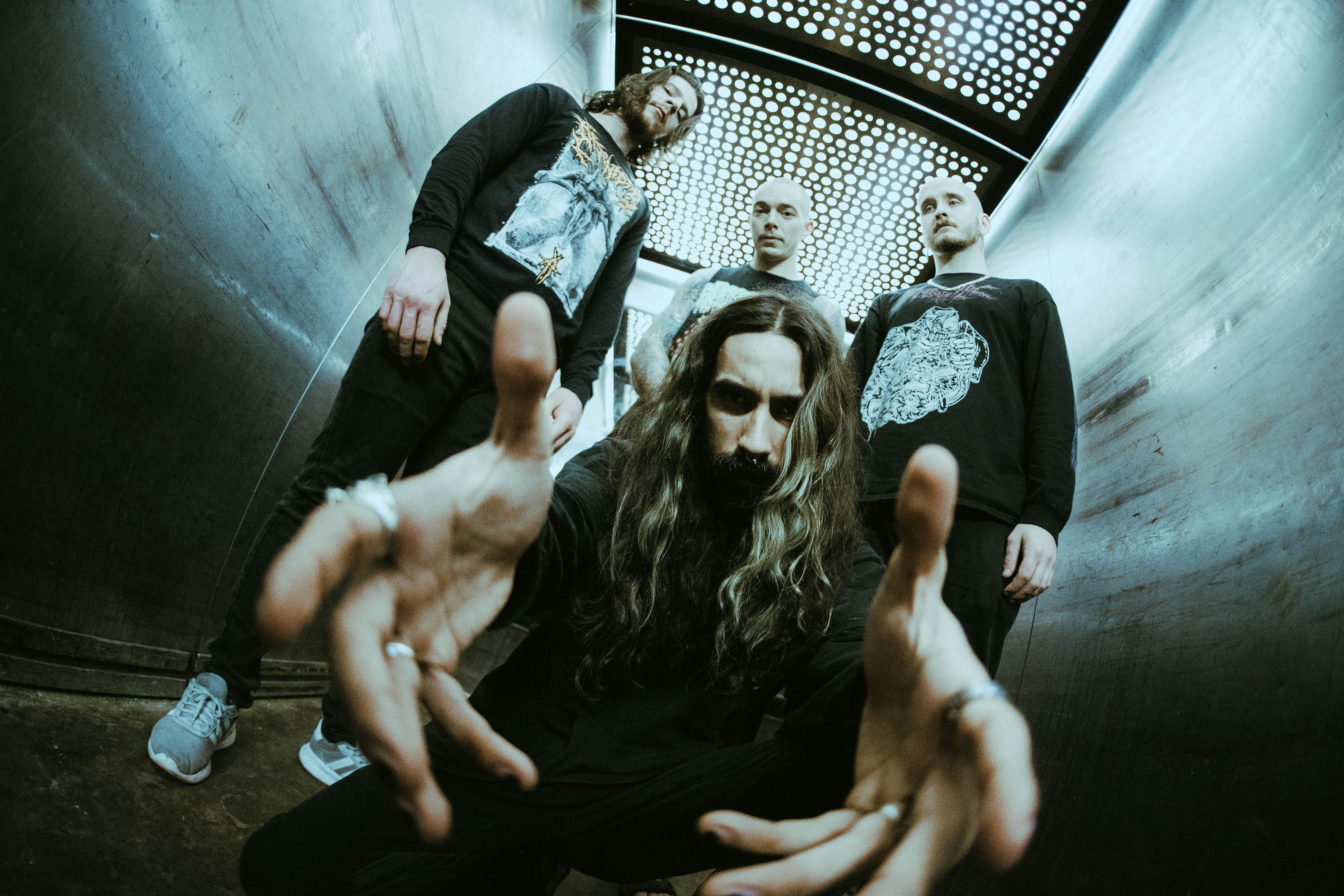
Enterprise Earth (2024)

Enterprise Earth ist eine im Jahr 2014 gegründete US-amerikanische Deathcore-Band aus Spokane, Washington.

## Geschichte
Enterprise Earth wurde im Jahr 2014 in Spokane im Bundesstaat Washington gegründet und besteht nach zahlreichen Änderungen in der Besetzung aus Sänger Dan Watson, den beiden Gitarristen Byron James Simpson und Gabe Mangold sowie aus Bassist Rob Saireh. Brandon Zackey unterstützt die Gruppe seit 2019 als Session-Musiker am Schlagzeug.
Noch im Gründungsjahr erschien mit XXIII eine EP, die aus eigener Tasche finanziert wurde. Im Juni 2015 wurde die Gruppe von Stay Sick Recordings, dem Label des Attila-Frontsängers Chris Fronzak, unter Vertrag genommen. Im Dezember 2015 erfolgte die Veröffentlichung des Debütalbums Patient 0. Auf diesem Album sind Joel Omans von Rings of Saturn und Adam Warren von Oceano als Gastmusiker zu hören.
Nachdem die Gruppe im Jahr 2017 ihr zweites Album Embodiment auf den Markt gebracht hatte, wurde sie Mitte 2018 von eOne Music unter Vertrag genommen. Im Sommer des Jahres 2018 bezog die Band mit Produzent Jason Suecof, der bereits mit The Black Dahlia Murder, Job for a Cowboy und Carnifex arbeitete, das Studio und nahmen mit ihm das dritte Album auf, welches im April 2019 unter dem Titel Luciferious erschien.
Die Gruppe tourte bereits mit Winds of Plague, Whitechapel, Chelsea Grin und war 2016 Teil der Summer Slaughter Tour. Von März bis Mai 2019 war sie mit Lorna Shore Co-Headliner einer weiteren Nordamerikakonzertreise, die von Within Destruction begleitet wurde. Im Jahr 2018 tourte die Gruppe erstmals durch Europa.

## Stil
Die Gruppe spielt einen groovigen Death Metal mit knochenbrechenden Breakdowns. Durch melodische Einschübe verleihen die Musiker ihrem Sound die DNA von Dimmu Borgir und The Black Dahlia Murder. Die Musik wird als „rhythmisch verquer“ beschrieben, wobei Gitarrist Sampson auch Gitarrenleads und -solos in die Musik integriert, wohingegen der Gesang Dan Watsons als einseitig erklärt wird. Kritisiert wird auch, dass die Gruppe selten von der altbewährten Deathcore-Formel bestehend aus Blastbeats und Breakdown nach Breakdown abweicht. Dennoch wird den Musikern ein gewisses Talent attestiert.

## Diskografie
Alben
- 2015: Patient 0 (Stay Sick Recordings)
- 2017: Embodiment (Stay Sick Recordings)
- 2019: Luciferious (eOne Music)
- 2022: The Chosen (eOne Music)
- 2024: Death. An Anthology (eOne Music)

EPs
- 2014: XXIII (Eigenproduktion)
- 2020: Foundation of Bones (Eigenproduktion)